# كوري أيفي
كوري أيفي (بالإنجليزية: Corey Ivy)‏ هو لاعب كرة قدم أمريكية أمريكي، ولد في 21 مارس 1977 في سانت لويس في الولايات المتحدة.

## وصلات خارجية
- كوري أيفي على موقع مرجع كرة القدم المحترفة.كوم (الإنجليزية)